# Lalieudorhynchus gandi
Lalieudorhynchus gandi és una espècie extinta de sinàpsid de la família dels casèids que visqué durant el Permià mitjà, fa entre 259,9 i 268,8 milions d'anys, en allò que avui en dia és Europa. Se n'han trobat restes fòssils a l'Erau (França). Es tracta de l'única espècie del gènere Lalieudorhynchus. L'estructura de les costelles fa pensar que tenia un estil de vida predominantment aquàtic que ha estat comparat amb el dels hipopòtams d'avui en dia. El nom genèric Lalieudorhynchus significa ‘nas de La Lieude’, mentre que el nom específic gandi fa referència a Georges Gand, investigador de la Universitat de Borgonya.